# Diritti LGBT a Trinidad e Tobago
A Trinidad e Tobago le persone LGBT non sono più legalmente perseguitate dal 12 aprile 2018.

## Legislazione sull'omosessualità nella storia
Prima del 2018, quando l'Alta Corte dello stato ha depenalizzato l'omosessualità, il codice penale Trinbagoniano puniva il sesso anale indipendentemente dal sesso della persona o dei contraenti del rapporto.
La sezione 13 della legge sui reati sessuali del 1986 (rafforzata nel 2000) criminalizzava la "sodomia". Questa sezione affermava che:
(1) Una persona che commette sodomia è colpevole di un reato ed è passibile di condanna al carcere-
(a) se commessi da un adulto su un minore, a vita;
(b) se commessi da un adulto su un altro adulto, per venticinque anni;
(c) se commesso da un minore, per cinque anni.
(2) In questa sezione "sodomia" indica i rapporti sessuali per ano da una persona di sesso maschile con una persona di sesso maschile o da una persona di sesso maschile con una persona di sesso femminile.
La sezione 16 riguardava "grave indecenza":
(1) Una persona che commette un atto di grave indecenza verso o verso un altro è colpevole di un reato ed è passibile di condanna al carcere-
(a) se commesso su o verso un minore di sedici anni di età per dieci anni per una prima infrazione e alla reclusione per quindici anni per un reato successivo;
(b) se commesso su o verso una persona di sedici anni o più per cinque anni.
(2) La sottosezione (1) non si applica a un atto di grave indecenza commesso in privato tra
(a) un marito e sua moglie; o
(b) una persona di sesso maschile e una persona di sesso femminile, ognuna delle quali ha sedici anni o più, entrambe le quali acconsentono alla commissione dell'atto.
(3) Un atto di "grave indecenza" è un atto, diverso dal rapporto sessuale (naturale o innaturale), da parte di una persona che coinvolge l'uso dell'organo genitale allo scopo di suscitare o gratificare il desiderio sessuale.

### Rinforzo
Il governo non ha specificamente preso di mira gli omosessuali in base alle leggi "sodomia" o "grave indecenza"; tuttavia, in casi storici limitati, gli individui sono stati accusati e condannati per questi reati se associati ad altri reati gravi. La legge non fu nota per essere applicata.

### Depenalizzazione
Il 21 febbraio 2017, l'attivista LGBT nato a Trinidad, Jason Jones, ha presentato una causa dinanzi alla Corte Suprema di Trinidad e Tobago, chiedendo che la Sezione 13 e la Sezione 16 fossero dichiarate nulle. L'udienza si è svolta il 30 gennaio 2018 e la sentenza è stata pronunciata da Justice Rampersad il 12 aprile 2018 depenalizzando l'omosessualità.

### Ricriminalizzazione
Il 26 marzo 2025, la Corte d'Appello ha annullato la sentenza, stabilendo che i divieti di sodomia e atti osceni erano protetti dalla "clausola di salvaguardia" costituzionale, che protegge le leggi pre-indipendenza da ogni contestazione costituzionale. Jones ha immediatamente annunciato la sua intenzione di presentare ricorso contro la decisione al Consiglio Privato di Londra, la corte suprema di Trinidad e Tobago.

## Opinione pubblica
Un sondaggio condotto dalla Vanderbilt University nel 2010 ha rilevato che il 15,4% della popolazione della Trinbagonia sostiene il matrimonio tra persone dello stesso sesso.
Un'indagine dell'UNAIDS condotta nel 2013 ha rilevato che il 78% delle persone a Trinidad e Tobago ritiene che la discriminazione basata sull'orientamento sessuale sia inaccettabile, mentre il 56% si considera accettante o tollerante verso gli omosessuali.

## Tabella riassuntiva
| Depenalizzazione dell'omosessualità                                                                           | (Depenalizzato nel 2018, ma ricriminalizzato nel 2025) |
| Uguale età del consenso rispetto agli eterosessuali                                                           | (Dal 2025)                                             |
| Divieto di discriminazione nel posto di lavoro                                                                | No                                                     |
| Divieto di discriminazione nella fornitura di beni e servizi                                                  | No                                                     |
| Leggi anti-discriminazione in tutti gli altri settori (inclusa discriminazione diretta ed espressioni d'odio) | No                                                     |
| Matrimonio egualitario                                                                                        | No                                                     |
| Unione civile                                                                                                 | No                                                     |
| Step-child adoption                                                                                           | No                                                     |
| Adozione congiunta per le coppie dello stesso sesso                                                           | No                                                     |
| Diritto per le persone LGBT di poter servire nelle forze armate                                               | No                                                     |
| Diritto di cambiare genere legale                                                                             | No                                                     |
| Maternità surrogata per le coppie omosessuali                                                                 | No                                                     |
| Accesso alla fecondazione in vitro per le lesbiche                                                            | Yes                                                    |
| Permesso di donare il sangue                                                                                  | No                                                     |